# جمیل مت
جمیل مت (انگلیسی: Jamille Matt؛ زادهٔ ۲۰ اکتبر ۱۹۸۹) بازیکن فوتبال اهل جامائیکا است.
از باشگاه‌هایی که در آن بازی کرده‌است می‌توان به باشگاه فوتبال استیونج، باشگاه فوتبال نیوپورت کانتی، باشگاه فوتبال گریمزبی تاون، باشگاه فوتبال کیدرمینستر هاریرس، باشگاه فوتبال بلکپول، باشگاه فوتبال پلیموث آرگیل، و باشگاه فوتبال فلیتوود اشاره کرد.